# Bohdan Wyżnikiewicz
Bohdan Emil Wyżnikiewicz (ur. 21 kwietnia 1947) – polski ekonomista i statystyk, w latach 1991–1992 prezes Głównego Urzędu Statystycznego, wiceprezes zarządu Instytutu Badań nad Gospodarką Rynkową, następnie prezes zarządu Instytutu Prognoz i Analiz Gospodarczych.

## Życiorys
Ukończył XIV Liceum Ogólnokształcące w Warszawie, a w 1970 studia z zakresu ekonometrii w Szkole Głównej Planowania i Statystyki w Warszawie. W połowie lat 70. w ramach stypendium Programu Fulbrighta przebywał w USA. W 1984 na Uniwersytecie Warszawskim uzyskał stopień doktora nauk ekonomicznych.
W latach 70. podjął pracę w Głównym Urzędzie Statystycznym, później zatrudniony był w Europejskiej Komisji Gospodarczej ONZ, Instytucie Polityki Naukowej, Instytucie Koniunktur i Cen Handlu Zagranicznego oraz Instytucie Nauk Ekonomicznych PAN. Po przemianach ustrojowych od 1991 do 1992 był prezesem GUS. W 2012 objął funkcję doradcy prezesa tego urzędu.
W latach 1992–2016 związany z Instytutem Badań nad Gospodarką Rynkową, był wiceprezesem zarządu i dyrektorem oddziału warszawskiego. W 2017 został współzałożycielem Instytutu Prognoz i Analiz Gospodarczych, obejmując w nim funkcję prezesa zarządu. Był członkiem rady nadzorczej WGI.
Jako nauczyciel akademicki wykładał m.in. na Uniwersytecie Gdańskim, w Akademii Finansów w Warszawie i Warszawskiej Wyższej Szkole Ekonomicznej im. Edwarda Wiszniewskiego. Powoływany w skład Komitetu Prognoz „Polska 2000 Plus” przy Prezydium Polskiej Akademii Nauk, był m.in. arbitrem sądu polubownego przy Komisji Nadzoru Finansowego, ekspertem Banku Światowego i członkiem rady nadzorczej Nafty Polskiej. Został zastępcą redaktora naczelnego miesięcznika „Ekonomika i Organizacja Przedsiębiorstwa”.